# 洛耶巴德
洛耶巴德（Loyabad），是印度贾坎德邦Dhanbad县的一个城镇。总人口32695（2001年）。

## 人口
该地2001年总人口32695人，其中男性18047人，女性14648人；0—6岁人口4911人，其中男2513人，女2398人；识字率57.67%，其中男性为68.71%，女性为44.06%。